# Jüdischer Friedhof (Groß Munzel)

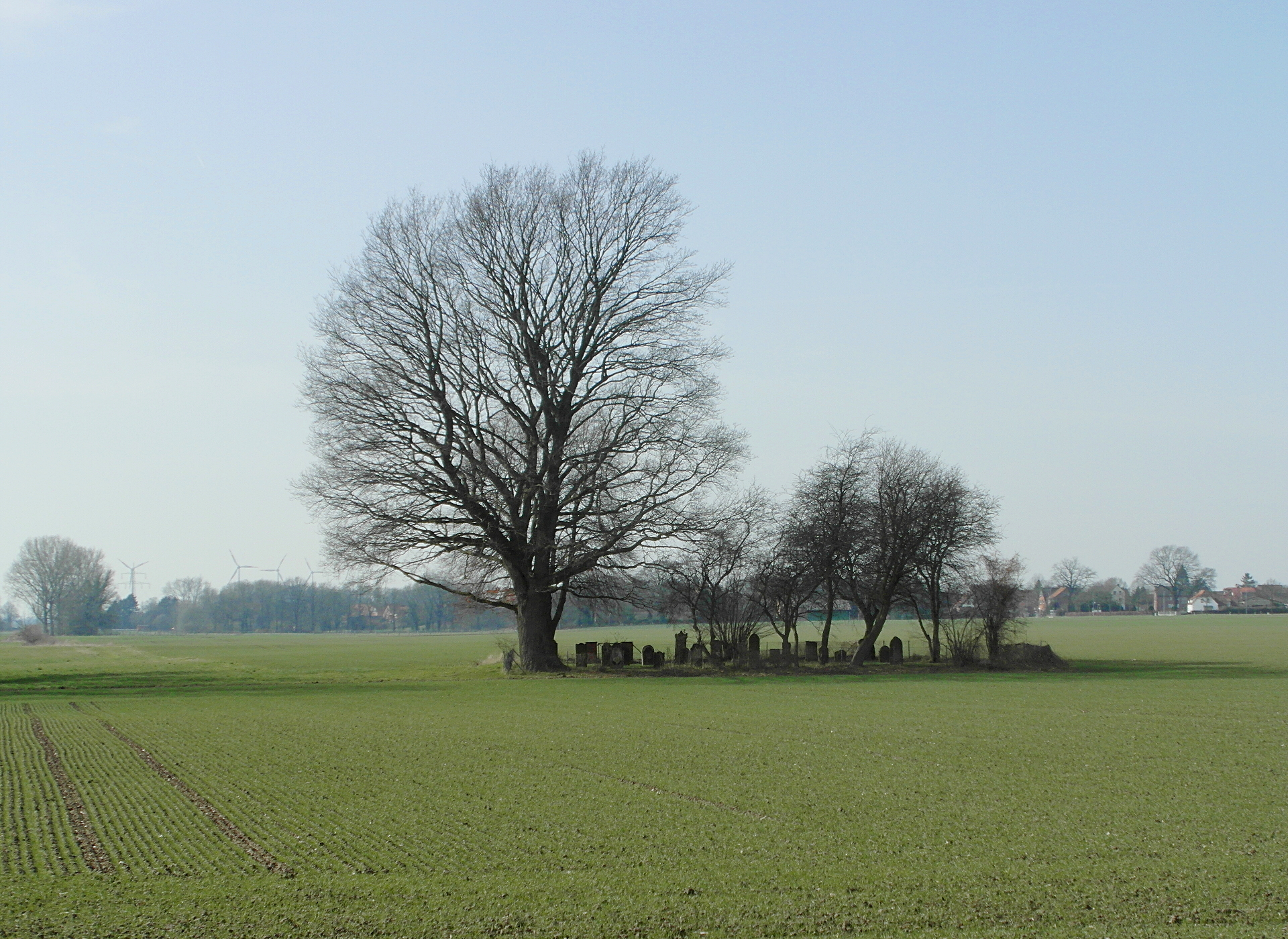
Der Jüdische Friedhof liegt in der Feldmark an der Möseke näher bei Barrigsen und Ostermunzel als bei Groß Munzel

Der Jüdische Friedhof Groß Munzel ist ein jüdischer Friedhof im Ortsteil Groß Munzel der niedersächsischen Stadt Barsinghausen in der Region Hannover. Er ist ein geschütztes Kulturdenkmal.
Auf dem 4 Ar großen Friedhof in den Allerwiesen nahe Barrigsen befinden sich 24 Grabsteine.
Der Friedhof wurde von 1841 bis 1931 belegt. Er befindet sich heute im Besitz des Landesverbandes der Jüdischen Gemeinden von Niedersachsen.